# Teignbridge
Teignbridge is een Engels district in het shire-graafschap (non-metropolitan county OF county) Devon en telt 133.000 inwoners. De oppervlakte bedraagt 674 km².
Van de bevolking is 21,9% ouder dan 65 jaar. De werkloosheid bedraagt 2,3% van de beroepsbevolking (cijfers volkstelling 2001).

## Civil parishesin district Teignbridge
Abbotskerswell, Ashburton, Ashcombe, Ashton, Bickington, Bishopsteignton, Bovey Tracey, Bridford, Broadhempston, Buckfastleigh, Buckland in the Moor, Christow, Chudleigh, Coffinswell, Dawlish, Denbury and Torbryan, Doddiscombsleigh, Dunchideock, Dunsford, Exminster, Haccombe with Combe, Hennock, Holcombe Burnell, Ide, Ideford, Ilsington, Ipplepen, Kenn, Kenton, Kingskerswell, Kingsteignton, Lustleigh, Mamhead, Manaton, Moretonhampstead, Newton Abbot, North Bovey, Ogwell, Powderham, Shaldon, Shillingford St. George, Starcross, Stokeinteignhead, Tedburn St. Mary, Teigngrace, Teignmouth, Trusham, Whitestone, Widecombe in the Moor, Woodland.